# Ботаника в Швеции
Развитие ботаники в Швеции началось ещё в XVII веке, когда в Уппсальском университете Улоф Рудбек-старший и его сын Улоф Рудбек-младший составили грандиозный труд «Campi Elysei», в котором было описано до 6000 видов растений. В XVII же веке началось развитие ботанической науки и в Королевской академии Або в Турку (Або) — столице Герцогства Финляндского в составе Шведского королевства; первые лекции по ботанике здесь начал читать профессор богословия Георг Аланус, а первым, кто стал заниматься практическими (эмпирическими) исследованиями живой природы и опубликовал первую научную работу по ботанике, стал профессор медицины Элиас Тилландс.
В XVIII веке наиболее известным шведским учёным, причём не только в ботанике, но и во всех других областях знаний, стал Карл Линней.
К наиболее выдающимся ученикам его принадлежит Карл Петер Тунберг, приобретший европейскую известность своими путешествиями по Южной Африке и Японии и описаниями их флоры.
К эпохе Линнея также относятся Эрик Ахариус, основатель описательной лихенологии, и Улоф Сварц, известный своими трудами по классификации орхидеи, папоротников и мхов.
Наиболее выдающимся ботаником после Линнея считается Йёран Валленберг (1780—1851), которого наравне с Александром Гумбольдтом считают основателем географической ботаники. Его труд «Flora lapponica» составил эпоху в ботанике.
Представителем фанерограмской системы явился Элиас Фрис, он же основатель шведской микологии.
Выдающимися ботаниками являются К. Гартман, составивший «Скандинавскую флору» (11 изд.); занимались преимущественно изучением водорослей К. Агард, Я. Агард, И. Арешоуг, Ф. Челльман, В. Витрок, Г. Лагергейм и О. Нордстед; микологи — И. Эриксон и Е. Геннинг; представители описательной лихенологии — Т. Фрис и С. Линдберг, заявивший о себе трудами по систематике мхов.
Вызванное теорией Дарвина движение породило особое направление в шведской ботанике — географо-морфологическое, представителем которого явился С. Мурбек.
География растений получила могучий толчок благодаря открытию в 1870 году А. Натгорстом ледниковой флоры в глинистых пластах пресноводных озёр Швеции. Ледниковой флорой занимались также Г. Андерсен и Р. Сернандер. Весьма важные наблюдения над растительностью во время полярной ночи и при низкой температуре на Крайнем Севере были сделаны участвовавшими в шведских арктических экспедициях Т. Фрисом, С. Берггреном, А. Натгорстом и Ф. Кьельманом.
Ф. Арешоуг указал связь между анатомией растений и внешними условиями их произрастания.